# Postplatyptilia uruguayensis
Postplatyptilia uruguayensis là một loài bướm đêm thuộc họ Pterophoridae. Loài này có ở Uruguay.
Sải cánh dài khoảng 18 mm. Con trưởng thành bay vào tháng 3.

## Etymology
The species is được đặt tên theo the country in which it was discovered.